# Gustave Vié
Victor Gustave Vié, (4 juin 1849 à Escrennes - 10 juillet 1918 à Pontlevoy) est un homme d'Église français, évêque de Monaco.

## Biographie
Issu d'une famille de paysans aisés du Loiret, Victor Gustave (parfois appelé Victor Augustin) Vié fait ses études au petit séminaire de La Chapelle-Saint-Mesmin, alors sous la direction de Mgr Dupanloup, puis au grand séminaire d'Orléans.
En 1872, il est ordonné prêtre et est nommé vicaire à Pithiviers. En 1877, à l’âge de vingt-huit ans, il est nommé directeur général des études au petit séminaire de La Chapelle-Saint-Mesmin ; successivement préfet des études, professeur de rhétorique et de philosophie, Mgr Pierre-Hector Coullié, successeur de Mgr Félix Dupanloup, le nomme supérieur dudit collège, en même temps qu’il l’appelle à siéger dans son conseil en qualité de vicaire général honoraire.
Le 8 mai 1916, M. l’Abbé Vié, supérieur de Pontlevoy, vicaire général honoraire de l’évêché d’Orléans, est nommé Evêque de Monaco par bref du Pape Benoît. Il est sacré le 25 juillet suivant dans la cathédrale d’Orléans, par Mgr Touchet et en présence des représentants du Prince.
Le 11 juillet 1918, Monseigneur Gustave Vié meurt à Pontlevoy. Ses obsèques seront célébrées le 26 juillet suivant, suivies de l'inhumation dans le chœur de la cathédrale de Monaco.

## Œuvres
- L’Etendard de la Délivrance, cantate à la Pucelle d'Orléans